# Sessió fotogràfica

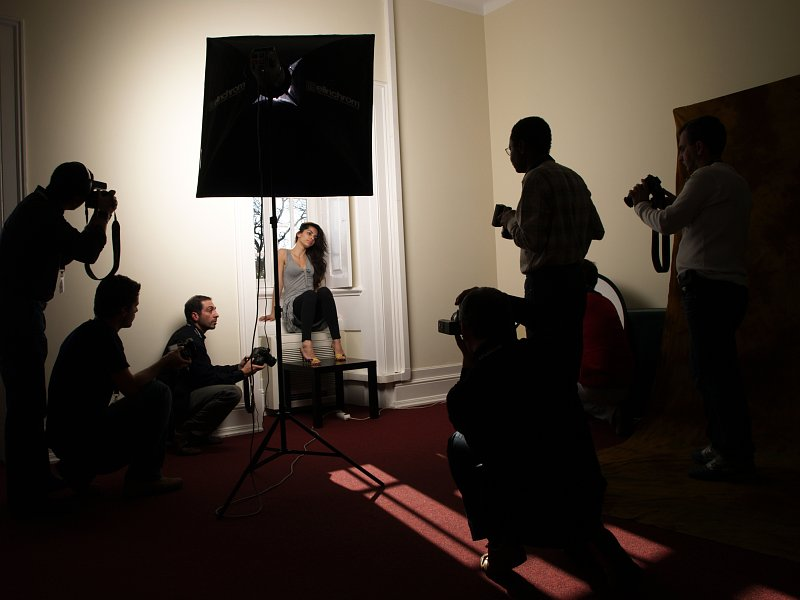
Un grup de fotògrafs realitzant una sessió fotogràfica a una model.

Una sessió fotogràfica, referida normalment a la indústria de la moda, tot i no ser exclusiu d'ella, és la situació en què un model posa per al fotògraf en un estudi.
També poden organitzar-se sessions a la qual la premsa peródica és convidada per la companyia que li dona una oportunitat de fotografiar prominents, en esperar la publicitat gratuïta quan les fotos dels seus logos o models apareixeràn en la part redaccional de la publicació. No sempre es realitza amb una persona, sinó que l'objecte de la sessió pot ser qualsevol producte que es desitgi promocionar, com per exemple un cotxe, en mostrar-ne les seves característiques amb finalitats comercials en un àmbit relaxat i positiu.
Una sessió fotogràfica amateur, probablement es realitzarà segons l'esquema d'intercanvi per a portafoli (TFP), mentre que una sessió fotogràfica professional per a una marca o producte, probablement serà de pagament. En sessions fotogràfiques TFP sovint es conclou un acord on tots els participants de la sessió rebran imatges retocades en alta resolució com a pagament.
En les sessions fotogràfiques professionals, el contracte normalment es firma a través d'una agència de models representativa, per tant, el pagament generalment és sempre monetari. A causa d'això, no es pot garantir a les models que rebran les imatges, ja que són propietat de l'empresa contractant / persona privada. Moltes sessions fotogràfiques contracten models d'agències professionals de models, així com també poden contractar estilistes, maquilladors i perruquers.

## Tipus de sessions fotogràfiques
- Fotografia d'aliments i begudes
- Fotografia de productes i estil de vida
- Arquitectura i fotografia d'interiors
- Fotografia per a comerç electrònic
- Fotografia general d'estil de vida
- Fotografia de retrat
- Fotografia conceptual
- Fotografia de nounats en posició
- Fotografia boudoir[5]
- Fotoperiodisme
- Fotografia de moda
- Fotografia esportiva[6]
- Fotografia de natura morta
- Fotografia editorial
- Fotografia documental[7]
- Fotografia de natura
- Fotografia de paisatge
- Astrofotografia
- Fotografia de mascotes
- Fotografia de tempestes
- Fotografia macro
- Fotografia de flors
- Fotografia immobiliària
- Fotografia des d'un dron
- Fotografia de primer pla
- Fotografia en blanc i negre
- Fotografia de belles arts
- Fotografia de carrer
- Fotografia de casaments
- Fotografia de doble exposició[8]
- Fotografia surrealista
- Fotografia abstracta